# Medienforum münster
Der medienforum münster e. V. ist ein Medienförderverein mit Sitz in der kreisfreien Stadt Münster in Westfalen. Der Verein wurde 1986 gegründet mit dem Zweck die Medienpartizipation und Medienkompetenz zu fördern. Dies geschieht u. a. durch die Bereitstellung von Produktionshilfen und Weiterbildungsangeboten für Bürger, die Beiträge für den Bürgerfunk herstellen möchten. Der Verein führt darüber hinaus auch die Geschäfte der Arbeitsgemeinschaft Münsteraner Radiowerkstätten, einem Zusammenschluss der vier Produktionsstätten für den Bürgerfunk in Münster und vertritt somit auch die Interessen der Bürgerfunkgruppen und Radiowerkstätten gegenüber dem Lokalsender Antenne Münster, über dessen Frequenz UKW 95,4 der Bürgerfunk täglich ausgestrahlt wird.

## Überregionale Bedeutung
Der medienforum münster e. V. ist die geschäftsführende Einrichtung des Landesverbandes Bürgerfunk NRW e. V. (LBF) und unterhält auch die Landesgeschäftsstelle des LBF. In diesem Zusammenhang nimmt der Verein eine Schnittstellenfunktion für viele Radiowerkstätten in NRW wahr, die im LBF ihre Interessen gegenüber der Landespolitik wie auch der Landesanstalt für Medien Nordrhein-Westfalen oder den Betriebsgesellschaften und Veranstaltergemeinschaften der Lokalradios vertreten.

## Medienkompetenznetzwerk
Seit August 2003 ist der medienforum münster e. V. einer der Träger von Mekomnet – dem Medienkompetenznetzwerk Münster. Bei diesem stadtweiten Netzwerk haben sich bislang 18 Einrichtungen der Medienarbeit als Partner über ein Internetportal und eine Koordinationsstelle zusammengeschlossen. Mekomnet wurde in den Jahren 2003 bis 2006 als eins von zwei landesweiten Pilotprojekten für lokale Medienkompetenznetzwerke durch die Landesanstalt für Medien NRW gefördert.

## Sendungen
Zusätzlich zur Ausstrahlung im Bürgerfunk bei Antenne Münster sind zahlreiche Radiosendungen vom medienforum münster e. V. in der Mediathek von NRWision abrufbar.